# Príncep de Hongnong
El Príncep de Hongnong (176-190) (xinès tradicional: 弘農王, xinès simplificat: 弘农王, pinyin: Hóngnóng Wáng; també traduït com "Rei de Hongnong"), va ser breument un emperador de la Xina durant la dinastia Han. També és conegut com "l'emperador Shao Han" (literalment, "jove emperador"), un nom que comparteix amb molts altres emperadors de regnats breus. Arribà al poder en el 189 i va ser destronat i enverinat per Dong Zhuo en el 190.